# Kasernenmoschee Basel
Die Kasernenmoschee Basel ist eine Moschee in der Schweizer Stadt Basel. Der dazugehörige Verein wurde im Jahr 1974 von mehrheitlich türkischen Muslimen gegründet. Heute dient die Moschee zum Gebet aller Muslime mit verschiedenen Nationalitäten und Rechtsschulen.

## Geschichte
Die Kasernenmoschee gehört zu den ältesten Moscheen in Basel und wird daher oft als «Grossvater der Moscheen» bezeichnet. Zuvor hatten sich verschiedene Freundeskreise, hauptsächlich bestehend aus türkischen Muslimen, zusammengeschlossen und zunächst kleinere Räumlichkeiten in Binningen sowie bei der Gesellschaft für das Gute und Gemeinnützige Basel angemietet. Mit wachsender Mitgliederzahl erwiesen sich diese Räume jedoch bald als zu klein. Auf Anfrage stellte der Kanton Basel-Stadt schliesslich einen Dachboden über den ehemaligen Stallungen der alten Kaserne Basel zur Verfügung. Diesen bauten die Mitglieder eigenhändig in eine Moschee um.
Im Jahr 2011 gründete die Moschee Kommission Basel das Sevgi Bildungszentrum, um vor allem Kindern, Jugendlichen und Frauen mehr Raum für Bildungszwecke zu bieten. Tatsächlich war das Bildungszentrum bereits mehr als zehn Jahre zuvor inoffiziell aktiv. Aufgrund von Platzmangel in der Kasernenmoschee entschloss man sich zum Zeitpunkt der offiziellen Gründung, in neue Räumlichkeiten an der Sempacherstrasse 17 umzuziehen. Zwischenzeitlich fand der Unterricht auch in Räumen der Kirche St. Joseph (Basel) in Kleinbasel statt. Heute befindet sich das Bildungszentrum organisatorisch und räumlich wieder innerhalb der Kasernenmoschee.
Im Jahr 2022 zog die Gemeinschaft in einen Neubau innerhalb des Kasernenareals um. Da die Zahl der Mitglieder weiterhin stieg und Platz knapp wurde, wurde in Birsfelden eine Koranschule speziell für Frauen und Mädchen eingerichtet. Am Freitag füllt sich der gesamte Gebetsraum mit Männern, während die Räume für Frauen bis 2024 fertiggestellt werden sollen.

## Lehre und Ziele
Die Mitglieder sind überwiegend sunnitisch und folgen der hanafitischen Rechtsschule. Allerdings verliert die Zugehörigkeit zu einer bestimmten Rechtsschule oder Nationalität in der Kasernenmoschee immer mehr an Bedeutung. Der Verein steht allen Muslimen und Besuchern offen und legt grossen Wert auf politische Neutralität.

## Angebot und Versammlungsort

### Angebot
Die Moschee ist täglich für die fünf Gebete geöffnet, wobei die meisten Besucher zum Freitagsgebet und am Sonntag kommen. Auch unter der Woche finden oft spontane Treffen in der Moschee statt. Während des Ramadan wird täglich das Fastenbrechen mit einer Mahlzeit angeboten, die durch Mitgliederbeiträge finanziert wird. Die Predigt wird von einem Imam auf Türkisch gehalten. Deutsche und arabische Übersetzungen werden auf eine Leinwand projiziert, sodass die Gläubigen sie mitverfolgen können. Zudem finden in der Moschee der Religionsunterricht sowie Angebote für Kinder und Jugendliche statt. Dazu gehören auch Treffen für Frauen.

### Versammlungsort
Im Erdgeschoss stehen der Gemeinschaft zwei Gebetsräume zur Verfügung – getrennt für Männer und Frauen. Darüber hinaus gibt es ein Büro für den Imam, einen Coiffeursalon und einen kleinen Laden. Für grössere Feste, wie Bayram, Ramadan oder das Opferfest, bei denen 700 bis 1'000 Gäste erwartet werden, mietet die Moschee Kommission Basel auch externe Räumlichkeiten an.